# Adalbert Deșu
Adalbert Deșu (Gătaia, 24 marzo 1909 – Timișoara, 6 giugno 1937) è stato un calciatore rumeno.

## Carriera
Deșu iniziò la sua carriera nell'UDR Reșița nel 1928. Fu selezionato per giocare il Mondiale 1930 con la Romania e nella prima partita contro il Perù riuscì a segnare un gol già al primo minuto. Dopo il Mondiale lasciò il club dove giocava e si trasferì a Timișoara. Nel 1933 si ritirò a causa di una polmonite e quattro anni dopo morì proprio di polmonite.